# Арабська літературна мова
Арабська літературна мова (араб. اللغة العربية الفصحى al-luġatu l-ʿarabīyatu l-fuṣḥā — коротко l-fuṣḥā, «аль-фусха») або АЛМ, в західній арабістиці також сучасна стандартна арабська мова (Modern Standard Arabic або MSA) — наддіалектний різновид арабської мови, яка використовується на письмі та у формальній мові освічених арабів. Частина арабської макромови. Універсальна форма і стандарт «високої» мови. Офіційна мова і мова адміністрації й освіти у арабських країнах, зокрема у 22-х країнах Арабської ліги. Крім того, функціонує як одна з офіційних мов Ізраїлю, Еритреї та Чаду, а також як національна мова в Танзанії.
Використовується в першу чергу як письмова мова, мова літератури (зокрема нобелівського лауреата Махфуза) і ділового спілкування, а також як мова усіх арабських ЗМІ (BBC Arabic, катарський телеканал «Аль-Джазіра», арабська Вікіпедія тощо).
Літературною арабською так чи інакше користується 208 000 000 осіб у всіх арабомовних країнах.
Більшість сучасних дослідників розділяють літературну арабську на класичну і сучасну, мову Корану і ранньої ісламської літератури (VII—IX ст.), та сучасну повсякденну норму відповідно.

## Сучасна арабська літературна мова
Сучасна арабська літературна мова поширена в усіх арабомовних країнах, саме цей різновид арабської використовується в ООН як одна з 6 офіційних мов і визнана однією з 7 міжнародних мов. Більшість друкованих видань, зокрема навчальна література, написано саме літературною арабською.
Довгий час добре володіння престижною літературною нормою серед арабів було відносною рідкістю. У наші дні, з доступністю освіти, оскільки навчання ведеться тільки літературною мовою, і розвитком міжарабських зв'язків (в тому числі руху панарабізму), літературна мова стає дійсно спільною мовою, об'єднуючи всі арабомовні народи, і сприяє збереженню та розвитку загальноарабської культури. Впевнене володіння літературною нормою і «ясною» вимовою зазвичай говорить про високий соціальний статус і культурний рівень мовця.
Попри те, що всі 22 арабомовні держави проголошують саме літературний варіант своєю державною мовою, в реальності першою мовою більшості арабів є місцеві варіанти розмовної арабської мови. Ці різновиди можуть досить сильно відрізнятися між собою і, як наслідок, бути не взаємозрозумілими. Хоча зазвичай розмовна мова не відтворюється на письмі, існує цілий літературний пласт, який використовує народну мову.
Використання арабської в сучасному світі має яскраво виражені явища диглосії. Освічені носії арабської, як правило, можуть без труднощів спілкуватися літературною з представниками інших арабських країн. Такий стан справ полегшує можливість швидкого переходу з одного варіанту на інший, іноді навіть в одному і тому ж реченні, у випадках непорозуміння між носіями різних варіантів розмовної арабської.
Необхідно відзначити, що в реальному житті складно, а часто практично неможливо провести чітку межу між літературною мовою і діалектом, оскільки обидві форми співіснують паралельно, і нерідко перетинаються і змішуються в різних пропорціях і обсягах залежно від комунікативного і соціального контексту. Сучасна арабська мова — це мовний континуум, в якому переважають саме змішані форми.
З появою інтернету, модернізацією і розвитком систем телекомунікацій відмінності між лінгва франка і діалектами арабської повільно скорочуються на користь першої.
Класична арабська літературна мова залишається багато в чому нормою для сучасної, однак попри тісний зв'язок, ці два варіанти не ідентичні один одному, тому що сучасна літературна мова продовжує розвиватися і доповнюватися, особливо лексично. Є також відмінності в синтаксисі (порядок слів у сучасній нерідко «підмет — присудок — прямий додаток», тоді як в класичній нормою є «присудок — підмет — прямий додаток») і тощо. Арабські дослідники зазвичай розглядають класичну арабську і сучасну як два регістри однієї мови.

### Регіональні відмінності
Не дивлячись на свою безперечну універсальність, під впливом місцевих діалектів, літературна арабська часто набуває деяких регіональних особливостей при вимові низки фонем (реалізація класичної фонеми jīm ج (/dʒ/) як /g/ в Єгипті, і як /ʒ/ в Лівані тощо) і граматиці (змішування стандартних і місцевих норм і форм в синтаксисі і морфології тощо). Таке змішування зустрічається навіть на письмі, наприклад в газетах. Таким чином, всупереч широко поширеним уявленням деякої частини арабів, до кінця чиста і повністю вільна від місцевих особливостей літературна арабська в розмовній мові не зустрічається ніде.

## Розмовна стандартна арабська
Арабська літературна мова в її стандартній нормі практично не використовується в мовленні в побуті або родині, між друзями або в неформальних ситуаціях; ця область майже виключно закріплена за місцевим діалектом.
Але ситуація змінюється при усному спілкуванні освічених арабів у формальній обстановці або з арабами з інших країн. Оскільки літературний варіант залишається переважно письмовою мовою, в усному мовленні його варіантом можна вважати розмовну стандартну арабську (араб. عامية المثقفين ʻāmmiyat al-'muthaqqafīn досл. «говір освічених»). Сам по собі термін ще не прийнятий наукою. Цей різновид являє собою граматично спрощену версію літературної форми з деякими елементами місцевих діалектів. Розмовна стандартна арабська більше поширена в країнах Перської затоки та Леванту (діалекти Леванту самі по собі дуже близькі до літературної), але іноді так називають і мову освічених єгиптян і жителів Магрибу.